# دلوینگ
دلوینگ (به فرانسوی: Dolving) یک کمون در فرانسه است که در Canton of Fénétrange واقع شده‌است.

## خصوصیات
دلوینگ ۶٫۶۶ کیلومترمربع مساحت و ۳۲۸ نفر جمعیت دارد و ۳۰۰ متر بالاتر از سطح دریا واقع شده‌است.